# Elena Solovei
Elena Solovei  (numele original: în rusă Еле́на Я́ковлевна Солове́й, transliterat: Elena Iakovlevna Solovei; (n. 24 februarie 1947, Neustrelitz, Republica Democrată Germană, Zona de ocupație sovietică)  este o actriță de teatru, film și pedagog sovieto-ruso-americană. Printre cele mai cunoscute filme ale sale se numără Bucurii neașteptate (1972), Sclava iubirii (1975), Piesă neterminată pentru pianină mecanică (1977) și Fapt (1980).

## Biografie
S-a născut la 24 februarie 1947 în Neustrelitz în familia lui Iakov Abramovici Solovei (1917-2003), originar din Kuleșovk (districtul Klimovici), ofițer artilerist, participant la Războiul Sovieto-Finlandez și la Marele Război pentru Apărarea Patriei și o asistentă medicală din prima linie, sublocotenent Zinaida Ivanovna Șmatova (n. 1922-), originară din Novotulka (raionul Hvorostiansk), titular al Ordinului Steaua Roșie, în garnizoana militară sovietică Neustrelitz (Zona de ocupație sovietică a Germaniei), unde s-au cunoscut în 1946. Până la vârsta de patru ani a locuit în Germania, când tatăl a fost mutat cu serviciul în Siberia la Krasnoiarsk iar în 1959 ajungând la Moscova.
Îi plăcea arta, muzica, filmele și teatrul și a urmat pe lângă liceul, o școală de muzică și prin tot ce făcea, și-a urmat visul de a deveni actriță. După liceu, a urmat cursurile Institutul de Cinematografie Gherasimov pe care le-a absolvit în 1970, în clasa de actorie al lui Boris Babocikin. Încă din timpul studenției în anii 1960, Elena Solovei a înceut să joace în filme, la început de scurt metraje, primul rol amplu primindu-l în 1969 din filmul Regele cerb de regizorul Pavel Arsenov. În 1970 a fost invitată să joace în trupa de la Malîi teatr din Moscova, fiind distribuită în rolul Ninei din piesa de teatru Pescărușul de Anton Cehov.
Cunoscându-l pe actorul leningrădean Iuri Pugaci, s-au căsătorit și s-au mutat la Leningrad unde Elena a lucrat în studioul Lenfilm.
La sfârșitul verii anului 1991, Elena emigrează cu întreaga familie, soțul, doi copii, Irina și Pavel Pugaci, în Statele Unite ale Americii, stabilindu-se în statul New Jersey. A lucrat la postul „Radio Rusia” din New York, a jucat în piese de teatru în zona rusă de la Brighton Beach, iar în 2007 a jucat în rolul secundar Kalina din filmul Noaptea ne aparține, alături de Joaquin Phoenix, un thriller despre mafia rusă.

## Filmografie selectivă
- 1967 În munți e inima mea (В горах моё сердце) – scurtmetraj
- 1969 Regele cerb (Король-олень), regia Pavel Arsenov : Klarice
- 1970 И был вечер, и было утро…, regia Aleksei Saltîkov : Ksenia
- 1970 О любви, regia Mihail Boghin : Rita
- 1970 Семь невест ефрейтора Збруева : Rimma
- 1971 Драма из старинной жизни : Liuba
- 1971 Egor Bulîciov și alții (Егор Булычов и другие), regia Serghei Soloviev
- 1972 Bucurii neașteptate (Нечаянные радости) – Vera Holodnaia, regia Rustam Hamdamov
- 1973 Copiii lui Vaniușin (Дети Ванюшина), regia Evgheni Tașkov : Lenocika
- 1974 Sub un cer de piatră (Под каменным небом), regia Igor Maslennikov și Knut Andersen
- 1975 Jurnalul unui director de școală (Дневник директора школы), regia Boris Frumin : Tatiana
- 1975 Концерт для двух скрипок, regia Ekaterina Stașevskaia-Narodițkaia : Rita
- 1976 Sclava iubirii (Раба любви), regia Nikita Mihalkov : Olga Nikolaevna Voznesenskaia, actrița filmului mut
- 1977 Piesă neterminată pentru pianină mecanică (Неоконченная пьеса для механического пианино), regia Nikita Mihalkov : Sofia
- 1977 Смешные люди!, regia Mihail Șveițer : soția lui Pierre
- 1979 Nevasta e plecată (Жена ушла), regia Dinara Asanova : Vera Kliueva
- 1979 Câteva zile din viața lui Oblomov (Несколько дней из жизни И. И. Обломова), regia Nikita Mihalkov : Olga Ilinskaia
- 1979 Клуб самоубийц, или Приключения титулованной особы, regia Evgheni Tatarski : Lady Wendeler
- 1980 Nici măcar n-ați visat (Вам и не снилось…), regia Ilia Frez : Tatiana
- 1980 Fapt (Факт), regia Almantas Grikiavicius : sora Teklei
- 1980 И вечный бой... Из жизни Александра Блока : Zinaida Gippius
- 1982 Scuzați, vă rog (Извините, пожалуйста), regia Vitautas Zalakiavicius : Roza
- 1983 Carantina (Карантин), regia Ilia Frez : Fiokla
- 1983 Râpa (Обрыв), regia Vladimir Vengherov : Polina
- 1984 Пока не выпал снег… : Nina
- 1985 Голубые города : cameo + cântecul «Гаснут на песке»
- 1986 O femeie singură (Одинокая женщина желает познакомиться), regia Viaceslav Kristofovici : Gherra
- 1987 E timpul să-ți iei zborul (Время летать), regia Aleksei Saharov
- 1988 Артистка из Грибова : Inna
- 1990 Încornoratul (Рогоносец), regia Arkadi Krasilșcikov
- 1991 Anna Karamazoff (Анна Карамазофф), regia Rustam Hamdamov : Elena
- 1996 Тина и Ланс
- 2001 ПМЖ : Nadejda
- 2002 Clanul Soprano (SUA) : Branca Libinsk
- 2007 Noaptea ne aparține (We Own the Night), regia James Gray : Kalina Bujaeva
- 2012 Катя и алые паруса, regia Vika Evdokimenko (SUA)
- 2013 Роковая страсть : Rozi Hertz
- 2016 Затерянный город Z : madam Kumel

Titluri în limba română parțial luate din Lumea filmului Dicționar de cineaști

## Premii
- 1981 Festivalul de Film de la Cannes premiul Cea mai bună actriță în rol secundar pentru filmul Fapt  (1980)
- 1990 Decernarea în URSS a titlului de „Artistă a Poporului” [5]